# Les Prisonniers du stade
Les Prisonniers du stade (Sunday, Cruddy Sunday) est le 12e épisode de la saison 10 de la série télévisée d'animation Les Simpson.

## Synopsis
Lorsque Bart, Lisa et les élèves de l'école élémentaire de Springfield font une sortie au bureau de poste, ils reçoivent des courriers non-remis en souvenir.
Bart obtient un carnet de bon de réductions, qu'il donne à Homer comme cadeau d'anniversaire. 
Homer utilise l'un de ses bons de réduction pour le parallélisme de ses pneus, mais le "spécialiste du service à la clientèle» lui dit que sa voiture ne pourra pas être équilibrée si Homer ne prend pas quatre pneus neufs, parce que légalement ils ne peuvent pas laisser les clients partir avec des pneus défectueux. 
Mais c'est une arnaque, et l'employé magouille avec son patron pour manipuler Homer qui accepte. 
Pendant qu'il patiente dans la salle d'attente, il rencontre un homme nommé Wally Kogen, un agent de Voyage qui ne venait dans l'entreprise que pour utiliser le téléphone, et finit par obtenir le package "roi de la route".
Ils vont chez Moe's pour une bière, et à la télé passe un dossier spécial sur le Super Bowl. Wally dit que son agence affrète un bus charter allant au jeu et il propose à Homer, en échange qu'il remplisse le bus, de voyager gratuitement. 
De suite Homer demande à Moe, et il est d'accord (en sachant que son "équipe favorite" les Falcons d'Atlanta est en selle), ainsi que Lenny, Carl, et d'autres hommes de Springfield.
Le groupe, dirigé par Homer, et aussi par Bart, part donc pour le Super Bowl au Miami's Pro Player Stadium, par bus et arrive pour les festivités d'avant-match avec :
- Rosey Grier disant un sermon : "Take a leak with NFL greats",
- Troy Aikman dessinant des caricatures de tout le monde sur un buggy,
- et prendre des passes de Dan Marino.

Attendant de rentrer dans le stade, ils sont interpellés par un revendeur à la sauvette. Homer menace l'homme de lui donner une bastonnade. Quand ils arrivent au check point, ils s'aperçoivent que les billets sont faux (en raison de l'absence de l'hologramme, un nom d'équipe appelée "Spungos", et qu'ils ont été écrits sur des biscuits. Le revendeur ne voulant pas leur vendre des billets, Homer essaye de tromper son monde, et il est près de se faire lyncher, quand Bart voit des costumes pour la mi-temps ; ils les utilisent pour renverser les gardes et s'élancer dans le stade. Toutefois, ils sont confrontés à la Sécurité, et se retrouvent enfermés dans la prison du stadium.
Homer se fait botter les fesses par le capitaine, et le docteur Hibbert ; et après que le chef Wiggum, révélant un secret de cellule ("il y a toujours un faux barreau, pour ..euh...") échoue dans sa tentative ; ils sont libérés par Dolly Parton (qui connaît Wally Kogen) qui utilise son extra-démaquillant pour dissoudre la serrure. 
Étant libres, ils courent dans tout le stade, et parés que tout le monde se soit rendu compte qu'ils suivaient Homer Simpson, qui lui dit avoir suivi Ned Flanders, Bart ouvre une loge privée qui offre une baie vitrée donnant une superbe vue du jeu (et beaucoup de snacks, sur qui tout le monde se jette, malgré Bart qui dit "euh, y en a un qui a marqué un but").
Mais un hélicoptère se pose sur le toit vitré, et arrive par l'ascenseur Rupert Murdoch (« le tyran milliardaire ») qui est propriétaire de la loge. Il ordonne à ses gardes, qu'il fait apparaitre par "magie", de les saisir, mais le groupe s'enfuit et trouvant une porte donnant vue sur le terrain s'y engouffre, mais cette dernière s'avère être l'accès au terrain, et à ce moment-là arrive l'équipe qui a gagné le Super Bowl. 
Le groupe se retrouve dans les vestiaires, à boire du champagne, et Homer répond même au président, Bill Clinton, qui appelle sur le téléphone du vestiaire pour féliciter l'équipe.
En sortant, tous les springfieldiens ont une bague du Super Bowl, et Homer a taxé le Vince Lombardi Trophy.
Pendant ce temps, Marge et Lisa essaient de trouver de quoi s'occuper. Après diverses boîtes que Marge sort du placard, Lisa voit le kit d'artisanat de Vincent Price, le "Vincent Price Magic's Egg". Elles se mettent à la tâche, et réussissent, jusqu'à ce qu'elles se rendent compte que les pieds ne sont pas dans la boîte (même si le couvercle indique, "Pieds Inclus"). En dépit de la remarque de Lisa, que ce jeu date de 1967, Marge décide d'appeler le numéro indiqué sur la boîte. Étonnamment, elle est accueillie avec la voix de Vincent Price (voix de Dan Castellanetta) - qui, d'une façon un peu inquiétante, assure que son petit-fils Jody enverra les pieds ommis.
L'épisode se termine avec John Madden et Pat Summerall analysent les événements de l'épisode. 
Malgré le fait qu'ils approuvent l'apparition inopinée de Wally Kogen, ils sont furieux qu'un épisode de Super Bowl où apparaît Dolly Parton qui ne montre pas du tout de football ou de chant. Madden déclare que l'épisode est une gifle aux fans, et que ce programme s'oriente vers trop de non-sens.
Ils quittent le stade avec un bus, conduit (en voilà un beau non-sens) par Vincent Price.